# Bilga pictipennis
Bilga pictipennis är en skalbaggsart som beskrevs av Leon Fairmaire 1893. Bilga pictipennis ingår i släktet Bilga och familjen Melolonthidae. Inga underarter finns listade.